# Le Monde de Barney
Pour plus de détails, voir Fiche technique et Distribution.
Le Monde de Barney (titre original : Barney's Version) est un film italo-canadien réalisé par Richard J. Lewis (en), sorti en 2010, tiré du roman de Mordecai Richler.

## Synopsis
Barney Panofsky, un producteur de soap opera, se souvient de sa vie. Son premier et bref mariage, en Italie, pendant sa vie de bohème, avec une femme dont il n'est pas amoureux mais qui est enceinte et lui fait croire que l'enfant est de lui. Son deuxième avec une femme riche et belle qu'il croit aimer. Son père policier qui lui offre un revolver et mourra dans une maison close. Son histoire avec la merveilleuse Miriam Grant, dont il tombe amoureux pour toujours le jour de son deuxième mariage, et qui deviendra sa troisième épouse et la mère de ses enfants. Il se remémore aussi sa relation avec son meilleur ami, Boogie, disparu mystérieusement, après une dispute où Barney, complètement saoul, tenait le revolver offert par son père ; tandis qu'aujourd'hui le policier qui a enquêté, toujours persuadé que Barney est le meurtrier, sort un livre qui l'accuse. 
Barney revoit aussi comment il a perdu Miriam, incapable qu'il était de voir qu'une fois les enfants élevés elle a eu besoin de s'émanciper, d'avoir un travail, de n'être pas simplement une épouse et une mère.
Puis Barney Panofsky commence à perdre la mémoire.

## Distribution
Légende : Version Québécoise = VQ

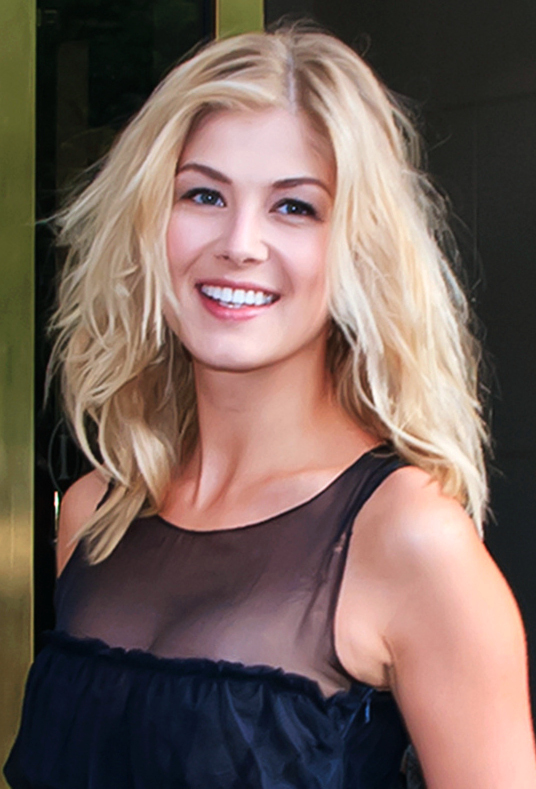
L'actrice Rosamund Pike, venue présenter le film au Festival du Film de Toronto 2010.

- Paul Giamatti (VQ : Pierre Auger) : Barney Panofsky
- Rachelle Lefevre (VQ : Mélanie Laberge) : Clara Charnofsky
- Rosamund Pike (VQ : Anne Dorval) : Miriam Grant-Panofsky
- Dustin Hoffman (VQ : Guy Nadon) : Izzy Panofsky
- Bruce Greenwood : Blair
- Macha Grenon (VQ : Elle-même) : Solange
- Minnie Driver (VQ : Manon Arsenault) : Mrs. P, la deuxième femme de Barney
- Scott Speedman (VQ : Louis-Philippe Dandenault) : Boogie
- Marica Pellegrinelli (VQ : Claudia Ferri) : La Comtesse
- Anna Hopkins (VQ : Kim Jalabert) : Kate Panofsky
- Mark Addy : Detective O'Hearne
- Saul Rubinek : Charnofsky
- Jake Hoffman : Michael Panofsky
- Clé Bennett (VQ : Blaise Tardif) : Cedric
- Harvey Atkin
- Mark Camacho : Mark
- Kyle Switzer : l'assistant producteur
- Larry Day : le barman
- Atom Egoyan : un réalisateur
- David Cronenberg : un réalisateur
- Paul Gross : l'agent de police
- Denys Arcand : Jean, le maître d'hôtel
- Ted Kotcheff : le conducteur de train

## Récompenses et distinctions
- Golden Globes 2011 : « Best Performance by an Actor in a Motion Picture - Comedy Or Musical » pour Paul Giamatti[2].
- Festival du film de Cabourg 2011 : Prix de la jeunesse [3].

## À noter
- On trouve dans ce film des caméos de quatre réalisateurs canadiens mondialement connus : Denys Arcand, David Cronenberg, Atom Egoyan et Ted Kotcheff.
- Le Monde selon Barney est dédié à l'auteur du livre dont il est inspiré, Mordecai Richler.